# 尤爾伊夫卡 (多布羅韋利奇基夫卡市鎮)
48°24′22″N 31°15′32″E / 48.40611°N 31.25889°E
尤爾伊夫卡（烏克蘭語：Юр'ївка）是位於烏克蘭中部的村莊，由基洛夫格勒州新烏克蘭卡區的多布羅韋利奇基夫卡市鎮負責管轄。該村始建於1886年，面積2.49平方公里，海拔高度159米，2001年人口571，人口密度每平方公里229.3人。